# Walkerton (Ontario)
Walkerton ist eine ehemals eigenständige Gemeinde im Bruce County im Bundesstaat Ontario, die sich heute im Gebiet der Gemeinde Brockton befindet und von dieser verwaltet wird.

## Geographie
Walkerton liegt am Saugeen River, an der Kreuzung des King's Highway 9 und der Route 4, etwa 75 Kilometer südwestlich von Owen Sound.

## Geschichte
Walkerton wurde im Jahre 1849 erstmals besiedelt und war ursprünglich Teil von Brant County. Der Ort bestand zunächst vor allem aus Sägewerken als auch Mühlen am Saugeen River. Im Jahre 1871 wurde der Ort mit damals knapp 1000 Einwohnern eine Stadt. Diese Einwohnerzahl stieg bis 1881 auf 2604 und bis 1891 auf 3061. Bis 1901 sank die Einwohnerzahl wieder auf 2971.
Zum 1. Januar 1999 wurde Walkerton nach Brockton eingemeindet.
Im Jahre 2000 erlangte der Ort überregionale Bekanntheit, als nach einer Verschmutzung des Trinkwassersystems etwa die Hälfte der Einwohner an dem hochgefährlichen Bakterienstamm EHEC erkrankte und sieben Menschen in der Folge starben.
2011 lebten 4967 Menschen in Walkerton.

## Infrastruktur
Walkerton hat zwei High Schools: die Walkerton District Community School und die Sacred Heart High School. Daneben besteht in Walkerton mit der St. Teresa of Calcutta Catholic School eine Grundschule.

## Persönlichkeiten
- Joseph Lawrence Wilhelm (1909–1995), römisch-katholischer Erzbischof von Kingston
- Laryssa Biesenthal (* 1971), Ruderin, Medaillengewinnerin bei Olympia